# Sekvensanalyse
Samfundsvidenskabelig sekvensanalyse  er en eksakt empirisk, evidensbaseret analysemetode, der bygger på en systematisk opdeling (sekventering) af et psykisk eller socialt hændelsesforløb i én eller flere på hinanden følgende sekvenser, og hvor hver sekvens som udgangspunkt defineres som en analyse-enhed, bestående af en tredelt sammensat funktionel relation: [1] situation ⇒ [2] hændelse  ⇒ [3] konsekvens. Det kan eksempelvis dreje sig om sekventeringen af en dårlig periode med fx angstanfald, depressive nedture, vredesudbrud eller indtag af alkohol/narkotika o.lign.
Der er grundlæggende tale om en tilnærmelsesvis objektiv, procesorienteret naturvidenskabelig analysemetode, anvendt på hovedsagelig psykiske og sociale forhold, og som har til formål at tilvejebringe mulige årsagsforklaringer (kausalitet) med henblik på efterfølgende mulighed for at kunne anstille forudsigelser (prædiktion). Anvendelsen af sekvensanalytisk metode finder navnlig sted inden for klinisk psykologi samt inden for socialbehandlingen.  Størst kommerciel anvendelse har sekvensanalysen dog indtil videre haft inden for den meget betydelige medicinalindustrielle forskning, hvortil der kræves brug af forsøgspersoner med varierende psykiske problemer/symptomer i forbindelse med fremstillingen af især egnede psykofarmakologiske medicinpræparater til psykiatrien. 
Sekvensanalysen tager udgangspunkt i forekomsten af en eller flere ensartede hændelser via en aktør – såvel individ som gruppe (men også institution) – fx på handlingsplanet (kriminalitet, aggressioner, mobning, vold, seksualovergreb, stereotypier, ritualer, tvangshandlinger, o.lign.) eller i form af særlige psykiske oplevelser (depressive nedture, angstanfald, stoftrang, hallucinationer, jalousiforestillinger, skilsmissetanker og selvmordstanker – men for så vidt også sådanne positive reaktioner som glædesfølelser, tilfredshedsoplevelser, o.lign.), idet disse tælles op til brug for en fastlæggelse af hyppigheden pr. tidsenhed, fx pr. dag, pr. uge eller pr. måned, el.lign.
Når forekomsten af en således [2] defineret hændelse er observeret som værende indtrådt, registreres endvidere [1] i hvilken situation (naturbestemt, fysiologisk, social eller psykologisk, o.lign.), hvori pågældende hændelse ses at indfinde sig, ligesom en evt. [3] efterfølgende konsekvens af hændelsen på tilsvarende måde registreres. (Den kausale rækkefølge af begivenhedernes gang er således ikke nødvendigvis sammenfaldende med den oplevede rækkefølge!). Endvidere registreres også variationsbredden på hyppighedsforekomsten, dvs. de daglige/ugentlige/månedlige udsving heri med angivelse af laveste og højeste niveau. Og der kan hertil evt. tilføjes en vurdering af hyppighedsforekomstens intensitet (belastningsgrad), fx på en tre-trins skala el.lign.; men i så fald vil der her være tale om et klart anderledes subjektivt tilvejebragt parameter.
En sekvens (omhandlende fx en psykisk lidelse, som angstanfald el.lign., samt de faktorer, der kontrollerer dem) siges hermed operationelt set at være fyldestgørende beskrevet ved,
1. den udløsende situation (fx særlige truende omstændigheder, erindringer eller forventninger),
2. hændelsens natur (fx angstanfald), og evt.
3. konsekvens (fx besvimelse, flugt- eller undvigelseshandlinger, udløst hjælpsomhed/omsorg fra andre, o.lign.).

Mens selve hændelsens (angstanfaldets) parametre defineres ved,
- den typiske (gennemsnitlige) hyppighed, hvormed hændelserne optræder pr. måned, pr. uge, eller evt. pr. døgn,
- den variationsbredde, inden for hvilken de månedlige, ugentlige eller daglige hyppigheder ses at svinge fra laveste niveau til højeste niveau, og
- den intensitet (styrke, voldsomhed, belastningsgrad), hvormed hændelserne optræder.

Såfremt enten de udløsende situationer eller de efterfølgende konsekvenser, eller dem begge, gentagne gange samtidig udviser et tilbagevendende fast forekommende mønster over tid, antages de at måtte kunne fungere som årsagsfaktorer til forekomsten af de analyserede hændelser (tildragelser, begivenheder, fænomener, o.lign.). Dvs. at de tre ovennævnte led i sekvensen antages at stå i en temporal, sammensat funktionel relation i forhold til hinanden. Og den postulerede kausalitet kan da i givet fald påvises og dermed verificeres ved på eksperimentel eller på terapeutisk vis at gribe forandrende ind over for én eller begge af de nævnte typer årsagsfaktorer. Og dette vil i så fald give sig udslag i en ændret hyppighed af de sociale begivenheder eller af de psykiske fænomener.
Ud fra en metodologisk synsvinkel ses den stringente sekvensanalytiske metode i nogen grad at stå i et vist modsætningsforhold til den anderledes mere upræcise og usikkerhedsbehæftede statistiske analysemetode, selvom begge disse metoder hviler på anvendelsen af kvantitative data. Og den står erkendelsesmæssigt i diametral modsætning til den hermeneutiske analysemetode inden for samfundsvidenskaberne, hvor ønsket ikke er at søge at kunne finde en årsagsforklaring med henblik på at kunne forudsige og dermed kontrollere den fremtidige forekomst af analyserede tilfælde, men hvor man via brugen af kvalitative data mere er optaget af en fortolkning af hændelserne for at kunne nå frem til en meningsgivende forståelse af det, der søges analyseret og udredt. 
Sidstnævnte hermeneutiske metode, som bl.a. psykoanalysen m.fl. er kendt for at gøre brug af, giver til sammenligning erfaringsmæssigt kun forholdsvis begrænsede muligheder med hensyn til at kunne tilvejebringe afgørende og navnlig synlige ønskværdige forandringer, hvor dette specifikt efterspørges af enten klienten selv eller samfundet (jfr. bl.a. den stadigt tilbagevendende offentlige debat om de stigende krav fra især de bevilgende myndigheder i social- og sundhedssektoren om brug af evidensbaserede metoder til fremme af bedre og mere præcise effektmålinger). – Fx baserer Freuds psykoanalyse sig på, at formidlingen af psykoanalytikerens egen afsluttende, subjektive fortolkning af analysandens problematik vil kunne virke forandrende/forløsende og dermed helt eller delvis helbredende på patientens symptomatologi via den herigennem opnåede selvindsigt. Men dette har ved gentagne effektmålinger i forbindelse med store efterundersøgelser dog kun vist sig at holde stik i et relativt beskedent omfang.